# F. Drew Gaffney
Pour les articles homonymes, voir Gaffney.
Francis Andrew Gaffney dit Drew Gaffney est un astronaute américain né le  9 juin 1946 à Chicago, dans l'Illinois[réf. nécessaire].

## Vols réalisés
Il réalise un unique vol le 5 juin 1991 sur le vol Columbia STS-40, en tant que spécialiste de charge utile.